# Eriocaulon sivarajanii
Eriocaulon sivarajanii är en gräsväxtart som beskrevs av R. Ansari och Nambiyath Puthansurayil Balakrishnan. Eriocaulon sivarajanii ingår i släktet Eriocaulon och familjen Eriocaulaceae. IUCN kategoriserar arten globalt som akut hotad. Inga underarter finns listade i Catalogue of Life.